# Anaglyptus ochrocaudus
Anaglyptus ochrocaudus là một loài bọ cánh cứng trong họ Cerambycidae.